# Birnosove
Birnosove  (ucraniano: Бірносове) es un pueblo del Raión de Rozdilna en el Óblast de Odesa de Ucrania. Según el censo de 2001, tiene una población de 170 habitantes.